# Carlos Martínez (kostarykański piłkarz)
Carlos Manuel Martínez Castro (ur. 30 marca 1999 w Santa Ana) – kostarykański piłkarz pochodzenia nikaraguańskiego występujący na pozycji prawego obrońcy, reprezentant Kostaryki, od 2023 roku zawodnik Alajuelense.
Jest synem imigrantów z Nikaragui i posiada podwójne obywatelstwo.